# Lía Burbano
Lía Sayonara Burbano Mosquera (Guayaquil, 7 de abril de 1969) es una activista LGBT ecuatoriana. Es la directora ejecutiva de la fundación Mujer & Mujer, la misma que Burbano inició en 2003 y que fue la primera agrupación de activismo lésbico en la historia de Guayaquil. Ha sido además integrante del Grupo Asesor de la Sociedad Civil de ONU Mujeres Ecuador.

## Biografía

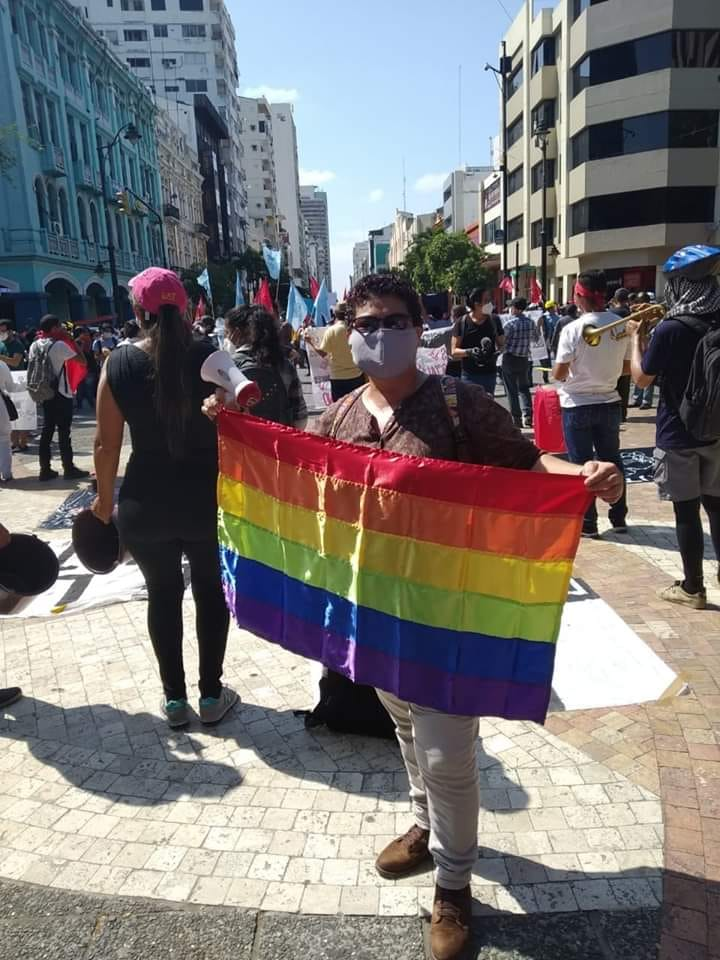
Lía Burbano durante una protesta en 2020 en el centro de Guayaquil.

Nació el 7 de abril de 1969 en Guayaquil, provincia de Guayas. Realizó sus estudios superiores en la Universidad de Guayaquil, donde obtuvo el título de licenciada en ciencias de la comunicación.
A los veinte años abandonó su hogar y se unió a un convento con la intención de ser monja. No obstante, fue expulsada luego de que las autoridades del lugar descubrieran que había iniciado una relación con una compañera del noviciado.
Se inició en el activismo LGBT en 2000, tras integrarse a la fundación guayaquileña Famivida. En esa época, la fundación se encontraba preparando por primera vez una marcha del orgullo en la ciudad. El evento había obtenido en primera instancia permisos para su realización, pero en el momento del encuentro fueron desconocidos y los participantes fueron reprimidos por la policía. Debido a su asistencia al evento, Burbano fue despedida del colegio en el que laboraba.
El 8 de marzo de 2003, Burbano organizó una reunión de mujeres lesbianas en Famivida que tuvo una gran acogida. Las asistentes decidieron articularse como el grupo de mujeres de Famivida y se bautizaron con el nombre de Mujer & Mujer, con lo que se convirtieron en el primer grupo de activismo lésbico en la historia de la ciudad. En 2005, Burbano asistió por primera vez a una entrevista televisiva, en Teleamazonas, de modo que se convirtió en una de las primeras mujeres guayaquileñas abiertamente lesbianas en aparecer en televisión y hablar de activismo.
Debido a desacuerdos con la dirigencia de Famivida, Mujer & Mujer posteriormente se independizó como organización. Desde entonces, Burbano se ha desempeñado como directora ejecutiva de la fundación.

### Vida personal
Burbano descubrió su lesbianismo desde los 15 años. Cuenta con un hijo producto de una relación con una mujer que conoció en la Universidad de Guayaquil y con quien permaneció durante diez años. El hijo fue procreado por medio de inseminación artificial y fue criado en conjunto por ambas.